# Eighth Avenue (linea BMT Sea Beach)
Eighth Avenue è una fermata della metropolitana di New York situata sulla linea BMT Sea Beach. Nel 2019 è stata utilizzata da 3 801 700 passeggeri. È servita dalla linea N, attiva 24 ore su 24. Durante le ore di punta fermano occasionalmente anche alcune corse delle linee Q e W.

## Storia
La stazione fu aperta il 22 giugno 1915. Tra il 2016 e il 2019 la stazione è stata ristrutturata e sono stati installati degli ascensori per renderla accessibile alle persone con disabilità motoria.

## Strutture e impianti
La stazione è posta in trincea, ha quattro binari e due banchine laterali. In ciascuna delle due estremità della stazione si trova un fabbricato viaggiatori, posizionato sopra il piano binari, che ospita i tornelli e le scale di accesso alle banchine; quello est affaccia su Eighth Avenue, quello ovest sull'incrocio tra Seventh Avenue e 62nd Street. Nel fabbricato est si trovano anche gli ascensori che rendono la stazione accessibile alle persone con disabilità motoria.

## Interscambi
La stazione è servita da alcune autolinee gestite da NYCT Bus.
- Fermata autobus